# Battaglia di Dalas
La battaglia di Dalāṣ fu combattuta il 19 febbraio 1150 tra le forze fatimidi fedeli al vizir Ibn Maṣāl e quelle del generale fatimide al-ʿĀdil b. al-Sallār, insorto contro di lui.
Lo scontro avvenne a Dalāṣ, in Alto Egitto, mentre Ibn Maṣāl stava reclutando ad al-Ḥawf nuove truppe berbere dei Lawāta, elementi neri africani e beduini, per tentare di fronteggiare le truppe di Ibn Sallār, superiori per qualità e quantità.
La battaglia si risolse in un disastro per il vizir e, secondo lo storico Usama ibn Munqidh, che fu testimone oculare di quegli avvenimenti, solo tra le sue truppe i morti sarebbero stati circa 17.000.